# Flora Montibérica
Flora Montiberica (abreviado Fl. Montiber.) es una revista científica con ilustraciones y descripciones botánicas que es publicada en Valencia y Jaca, España desde el año 1995 con el nombre de Flora Montiberica". Inicialmente tenía el lema de "vehículo de expresión del grupo de trabajo sobre la flora del sistema ibérico. En la actualidad publica artículos, tanto de profesionales como de aficionados a la botánica, sobre flora y vegetación de la península ibérica.
Se trata de una revista botánica española 'open access', la primera que empezó a ofrecer sus contenidos de manera gratuita en Internet.